# Barrios de Villadiego
Barrios de Villadiego, es una localidad situada en la provincia de Burgos, comunidad autónoma de Castilla y León (España), comarca de Odra-Pisuerga, ayuntamiento de Villadiego.
Alcalde desde 2023 es Juan Carlos Herrero Millán (P.P.)

## Datos generales
Situado 8,5 km al norte de la capital del municipio, Villadiego, junto a la carretera BU-621, entre Villadiego y Humada, a orillas del arroyo Novaleja. Se ubica en la campiña que forman el interfluvio de los ríos Brullés y Odra y sus afluentes. Es el último de esta llanura antes de las estribaciones montañosas que llevan a Ordejón de Arriba y Humada. A partir de Barrios de Villadiego en dirección a Ordejón el paisaje cambia repentinamente.

Se encuadra en la archidiócesis de Burgos, vicaría Norte, arciprestazgo de Amaya.

## Situación administrativa
Entidad Local Menor cuyo alcalde pedáneo es Rafael Cuesta Martínez.

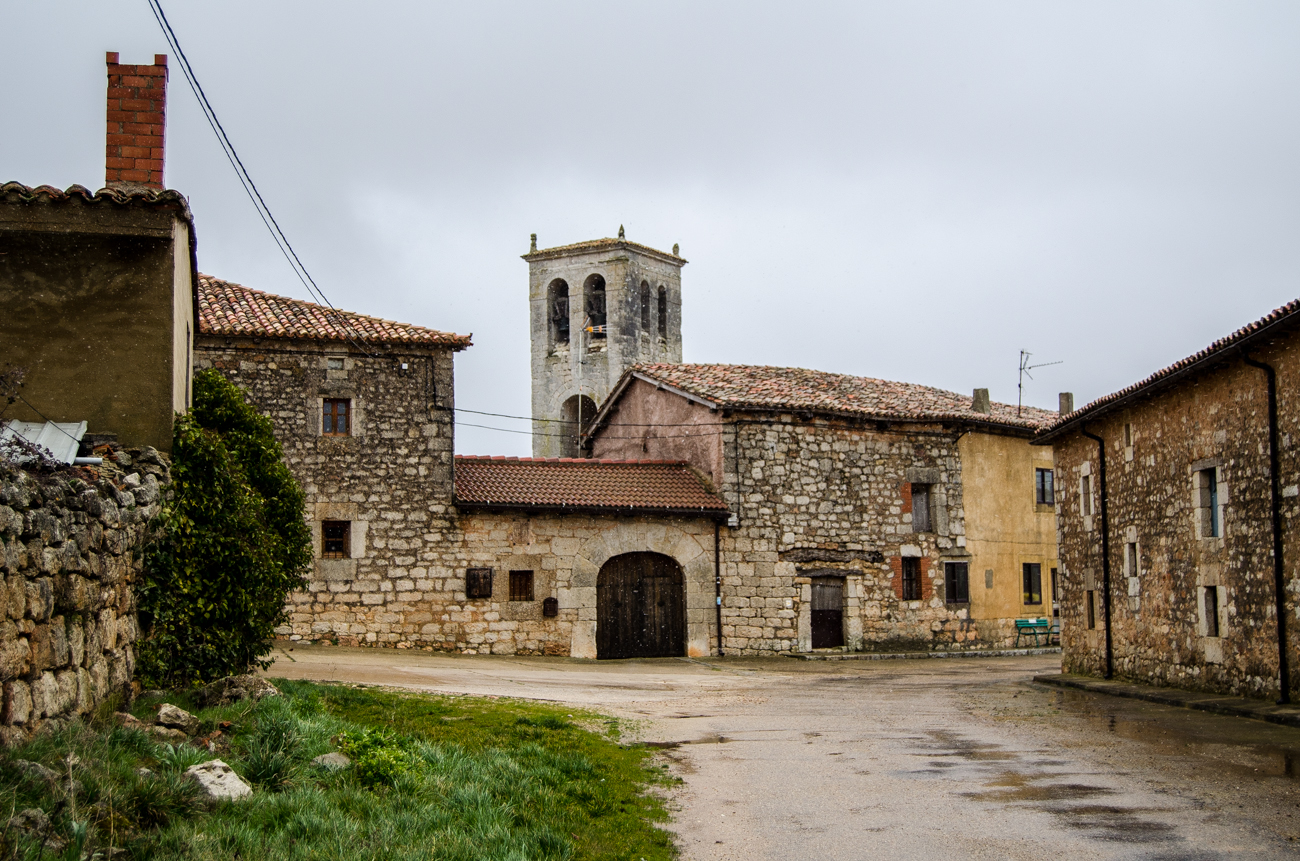
Barrios de Villadiego.

Wikimapia/Coordenadas: 42°35′9.4″ N 4°1′34.6″ O

## Historia
En el término del despoblado de San Andrés hay restos prehistóricos con una concentración de cerámica a mano. También en este término se documentan materiales constructivos y cerámica de época tardorromana. Igualmente, en San Andrés se documenta un asentamiento alto, medio y bajomedieval que se identifica por la presencia de cerámica elaborada a torno junto a diversos materiales constructivos (teja curva, piedra caliza y ladrillo macizo). La tradición oral recoge la existencia del barrio de San Jorge, de poblamiento al menos altomedieval.
Lugar que formaba parte de la Cuadrilla del Condado en el Partido de Villadiego, uno de los catorce que formaban la Intendencia de Burgos durante el periodo comprendido entre 1785 y 1833. El censo de Floridablanca de 1787 nos indica que tenía jurisdicción de señorío siendo su titular el duque de Frías quien podía nombrar alcalde pedáneo. Entre el censo de 1857 y el anterior, aparece este municipio porque se segrega del municipio de Villadiego. Entre el censo de 1970 y el anterior, este municipio desaparece porque se integra en el municipio de Villadiego; contaba entonces con 34 hogares y 151 habitantes.
En 1845 era un lugar con ayuntamiento, del partido judicial de Villadiego. Situado en una llanura. Tiene 38 casas, entre ellas la casa consistoria. Una escuela de primeras letras a la que concurren 17 alumnos. Una fuente en el centro del pueblo. Iglesia parroquial dedicada a San Pedro Apóstol. las producciones eran trigo álaga, blanquillo, yeros y legumbres, ganado vacuno y lanar y caza de perdices y codornices.

### Despoblados
La localidad tenía 6 barrios (censo de población de 1587), origen probable del actual topónimo.
- San Andrés: G. Martínez Díez recoge de la tradición oral la existencia de este despoblado.
- Santa Marina y San Urbán: a unos dos kilómetros al norte del lugar donde los vecinos de la localidad sitúan la desaparecida ermita de Santa Marina, de la que hace años aún quedaban vestigios.
- Barrio de San Jorge: recogido por la tradición oral,[5] ubicado al norte de Barrios de Villadiego.
- San Juan: Necrópolis y poblado. G. Martínez Díez recoge de la tradición oral la existencia de este despoblado. Según los vecinos de la localidad, de este yacimiento proceden varios sarcófagos de piedra.
- San Juan de Campos.

## Demografía
| Gráfica de evolución demográfica de Barrios de Villadiego entre 1857 y 1960 |
| |
| Población de derecho según los censos de población del INE. Población de hecho según los censos de población del INE.Entre el censo de 1857 y el anterior, aparece este municipio porque se segrega del municipio Villadiego. Entre el censo de 1970 y el anterior, este municipio desaparece porque se integra en el municipio Villadiego. |

## Patrimonio
Iglesia de San Pedro Apóstolnave gótica de transición del siglo XV-XVI, con restos y partes bajas más primitivas (siglo XIV). Torre con escalera de caracol adosada a. lateral; arco de medio punto a modo de pórtico construido en el siglo XVII-XVIII. Cabecera cuadrada con contrafuertes. Pórtico adosado en lateral con arco de medio punto, bajo el que se abre una pequeña portada fechada en 1653. Cuenta con capillas adosadas a ambos lados de la nave, y sacristía del siglo XVIII adosada en lateral de la cabecera. De época románica conserva algún canecillo, la cornisa, parte del muro septentrional, capitel en el pretil de acceso y pila bautismal de traza románica.

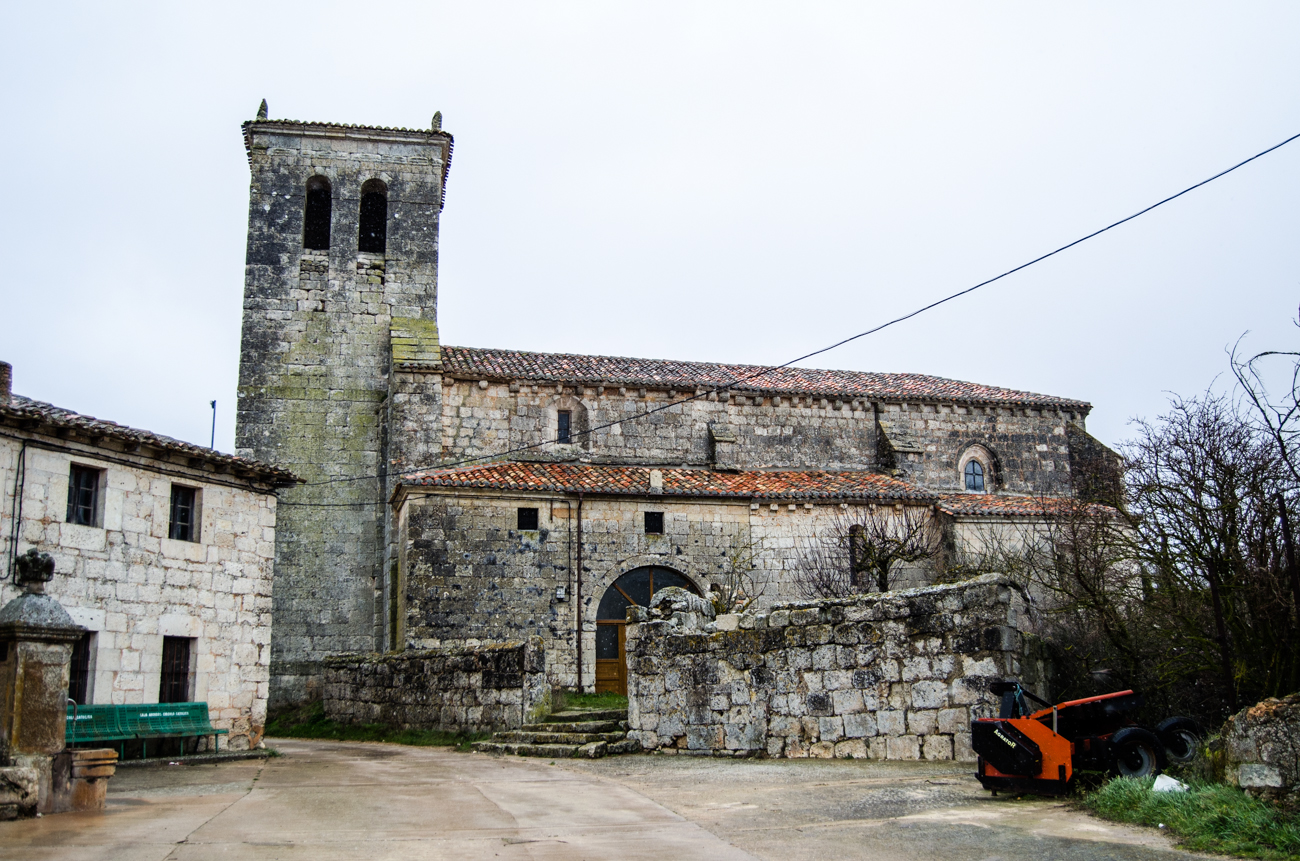
Iglesia de San Pedro Apóstol.
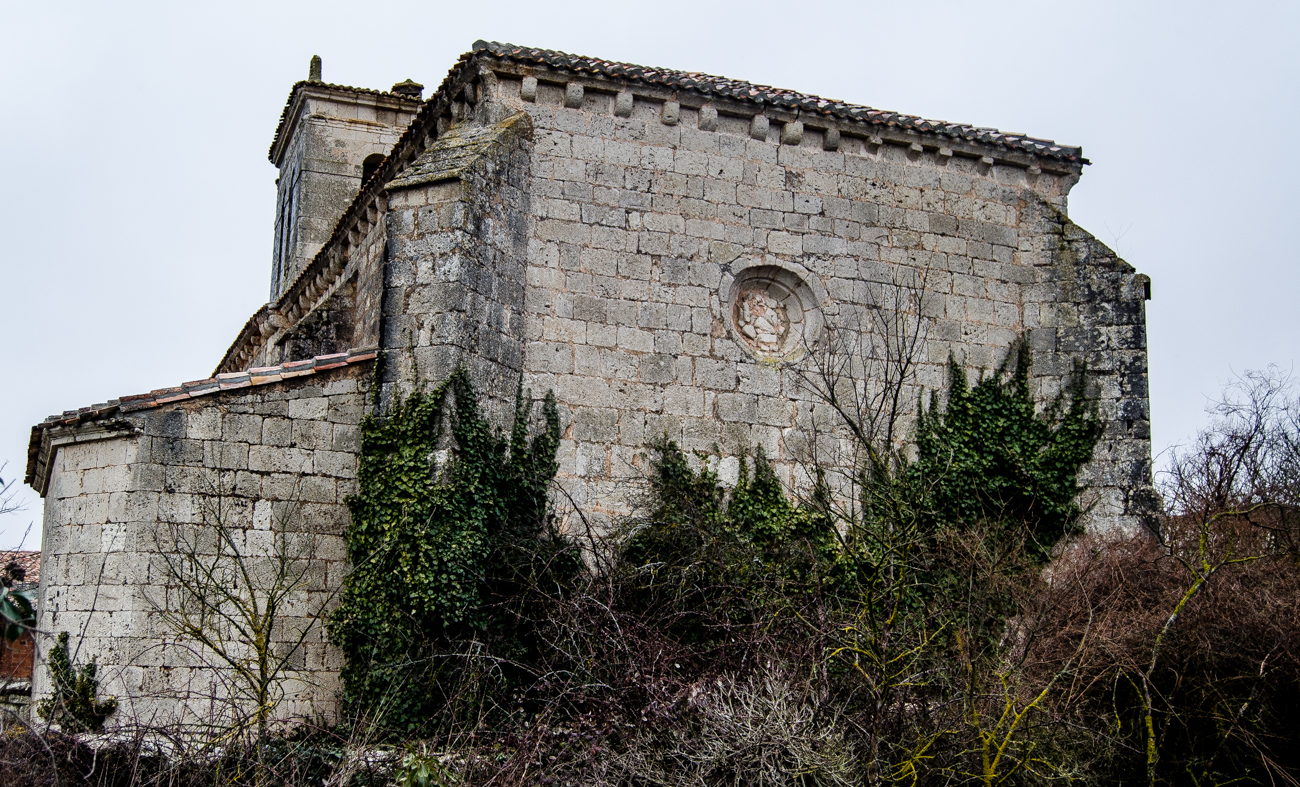
Trasera de la iglesia.
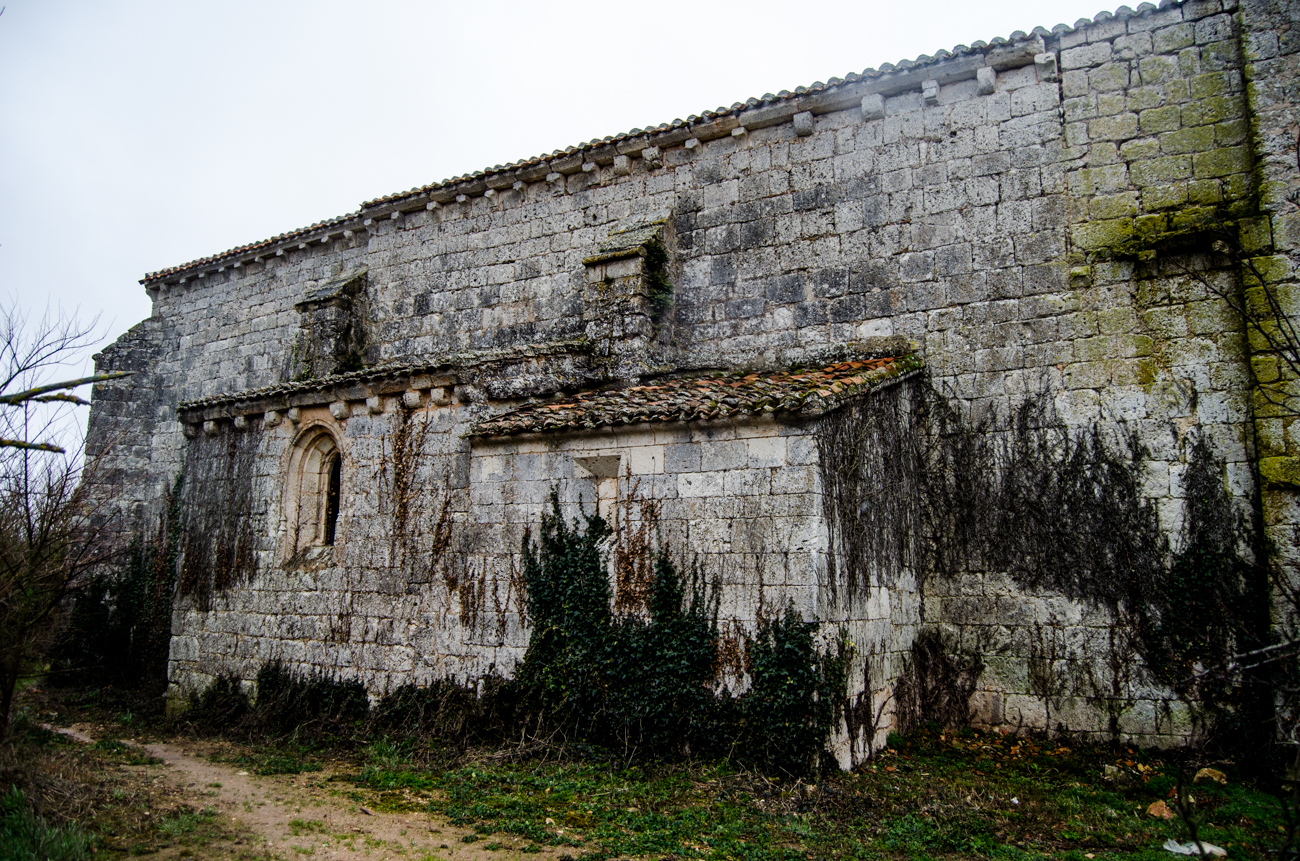
Sacristía adosada a la fachada norte.
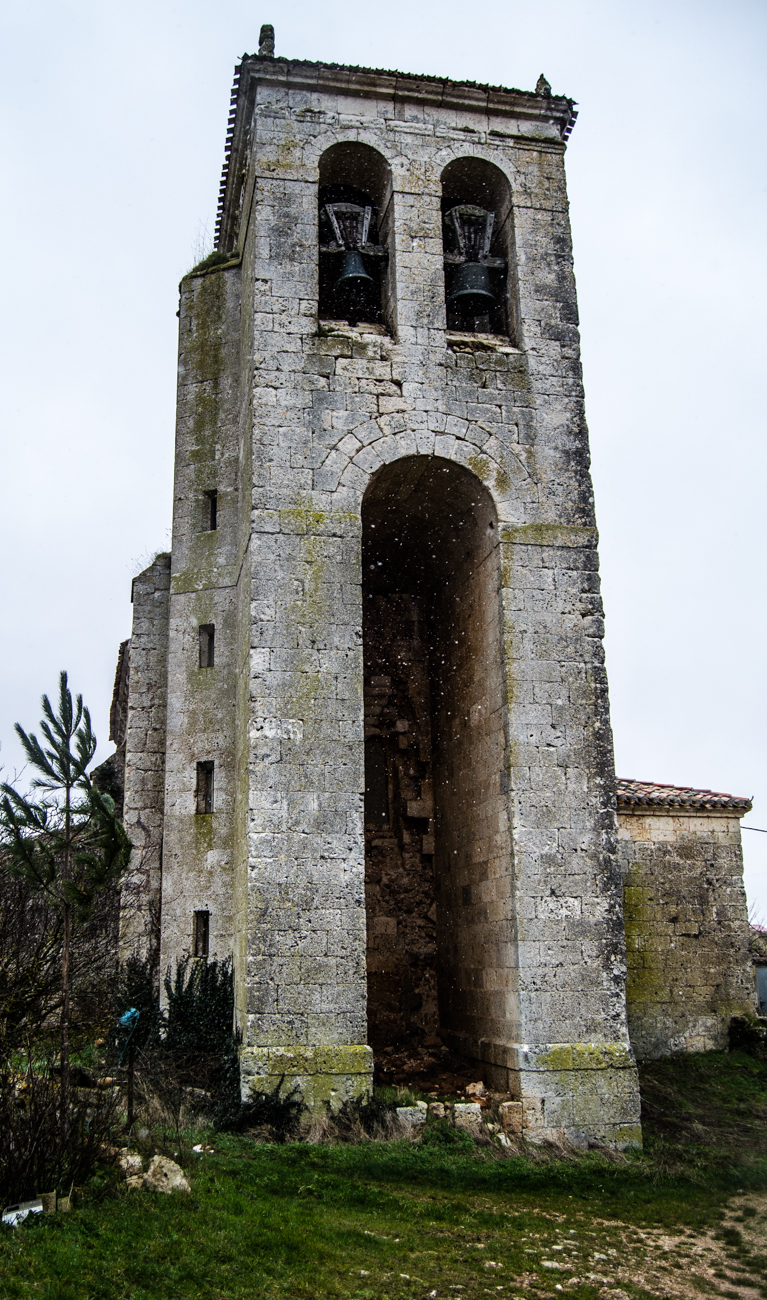
Torre y subida interior al campanario.
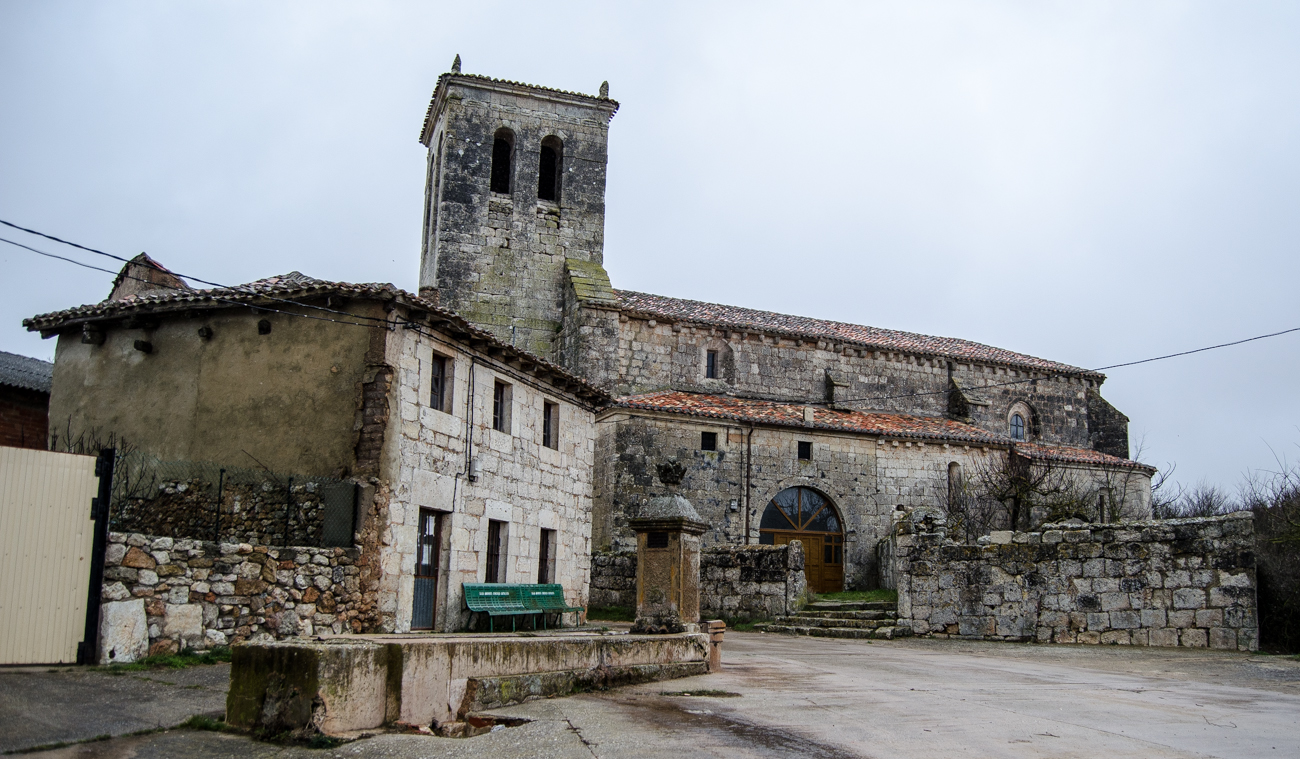
Plaza, iglesia y fuente con abrevadero.
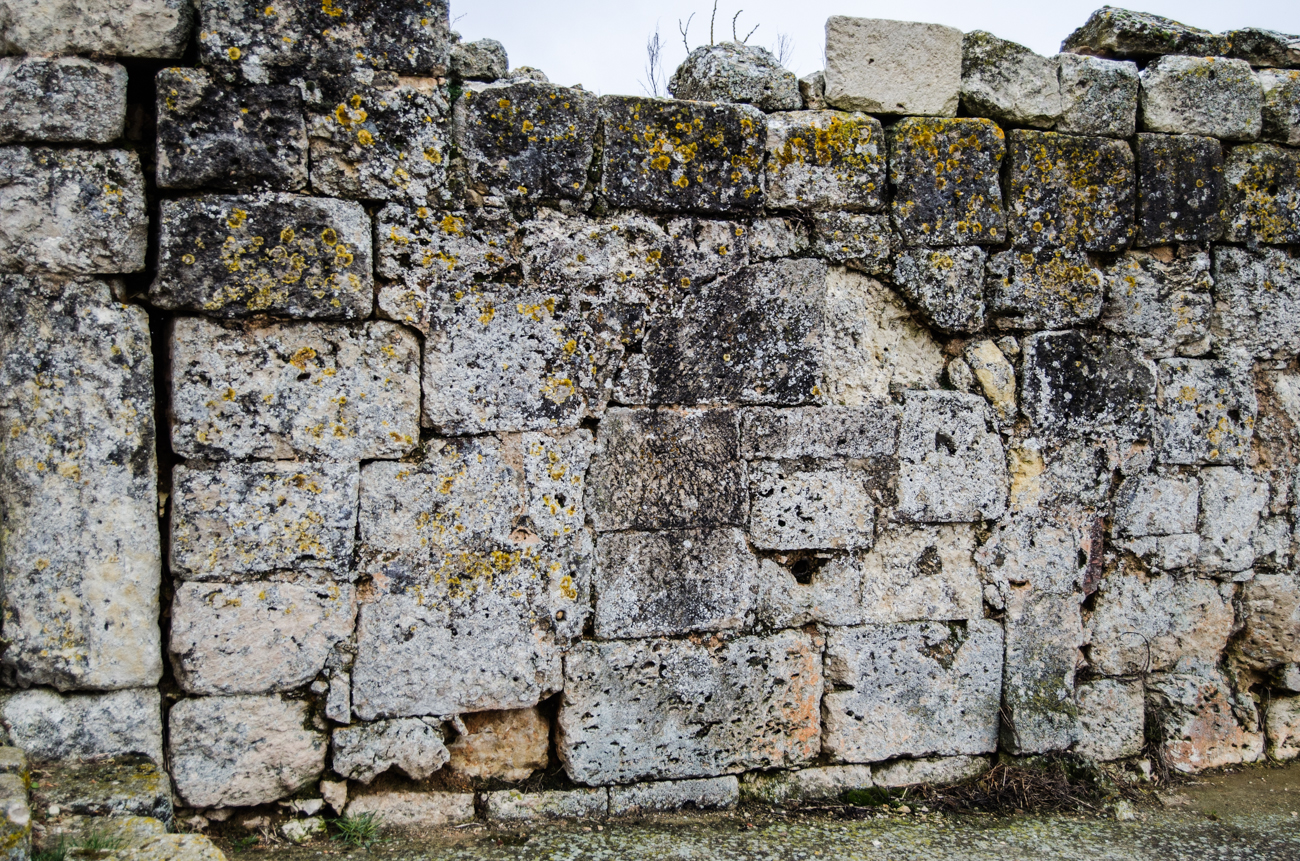
Detalle de restos de anejo delante de la cara sur.
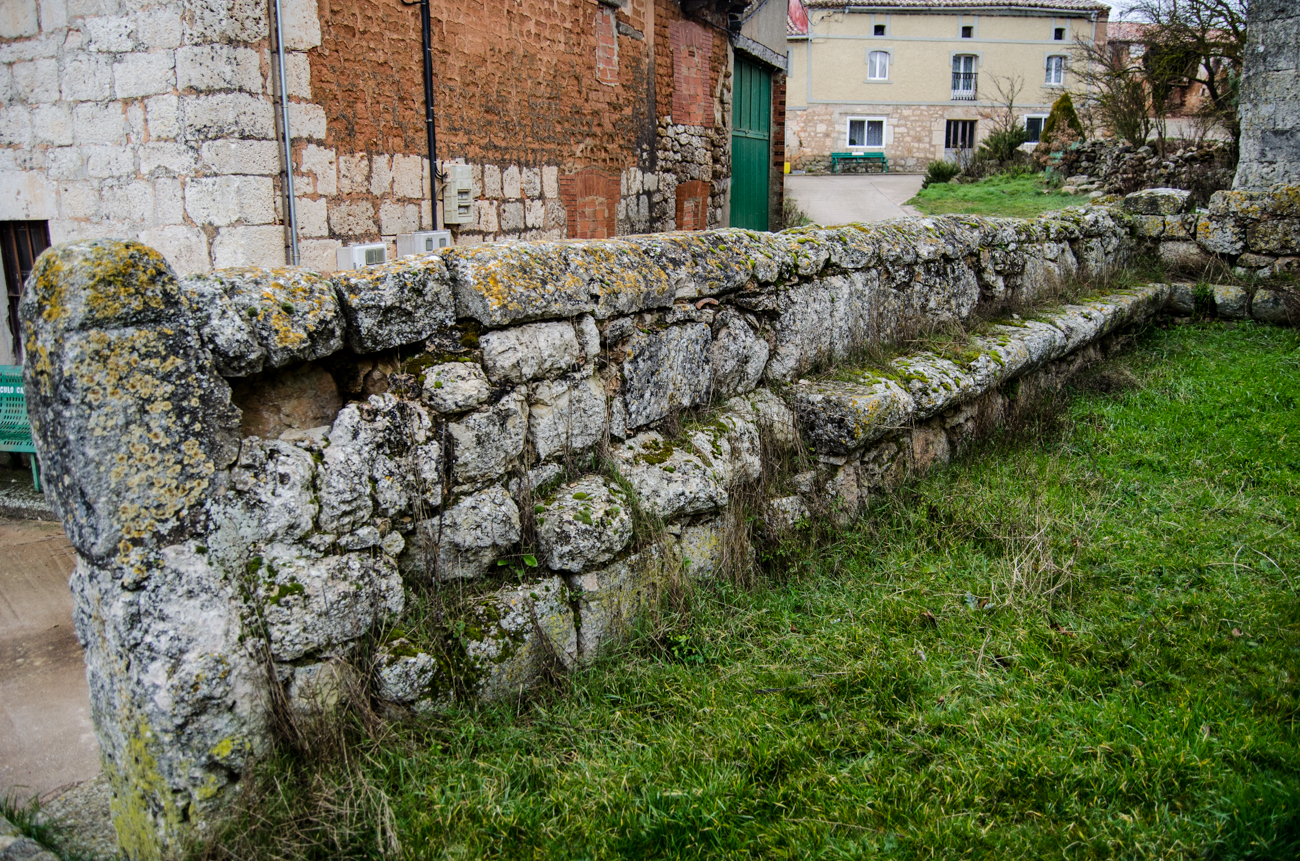
Asientos de piedra delante del pórtico

Ermita de San Andrés Se identifica con el actual cementerio de la localidad aunque del antiguo edificio solo se conservan la fachada sur y la mitad meridional de los alzados este y oeste. Destaca el ábside de planta circular, que conserva una ventana saetera-abocinada al interior encuadrada por columnas, una de ellas rematada por un capitel con motivos florales. El acceso al actual cementerio conserva la antigua portada de medio punto en el muro Sur. Es obra de la segunda mitad del siglo XII.

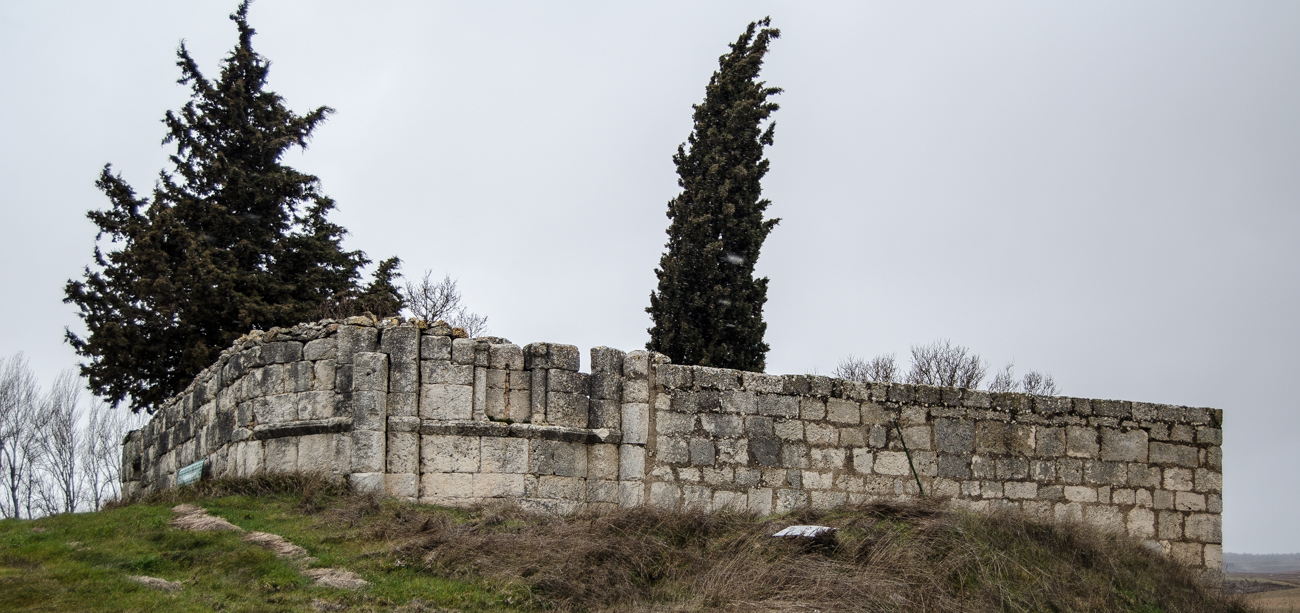
Ermita de San Andrés y cementerio. Este.
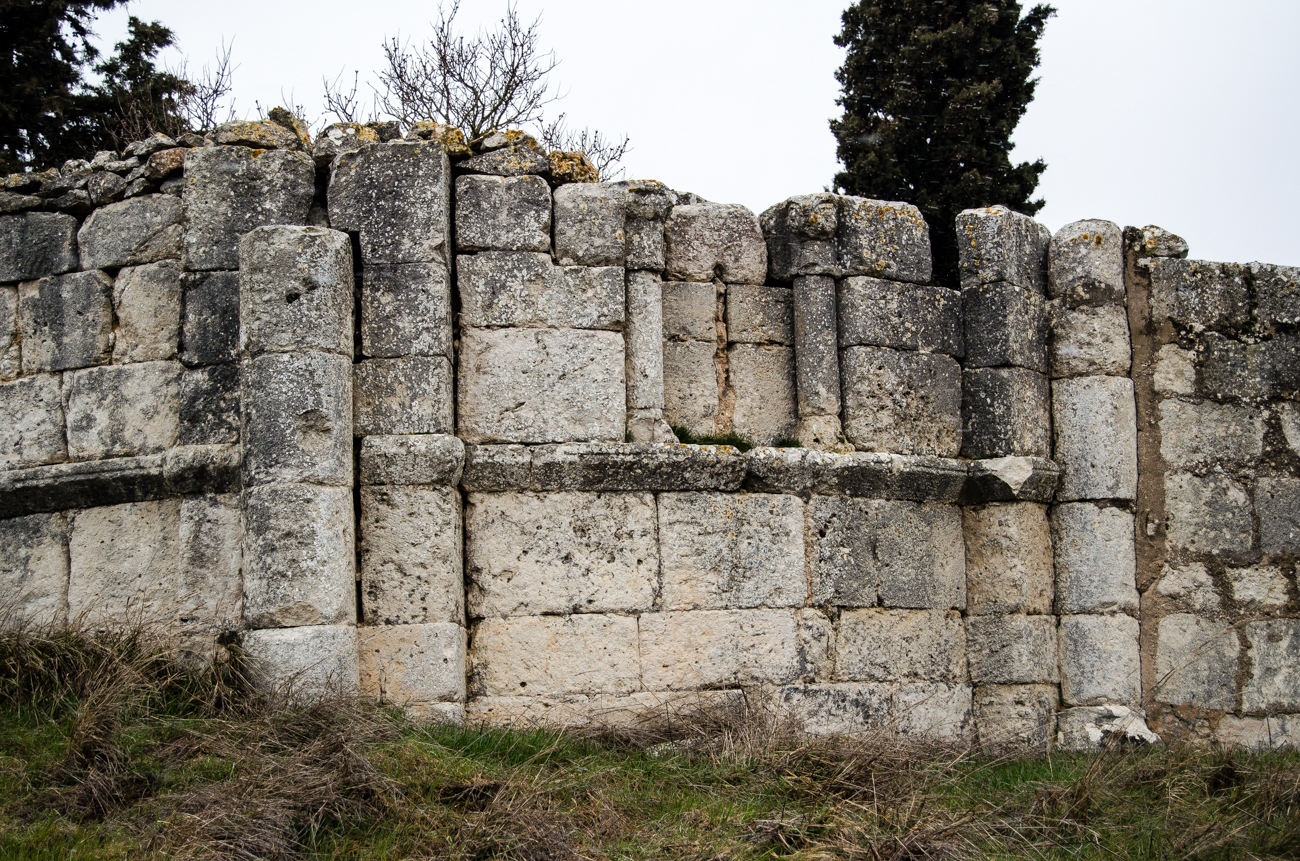
Ábside.
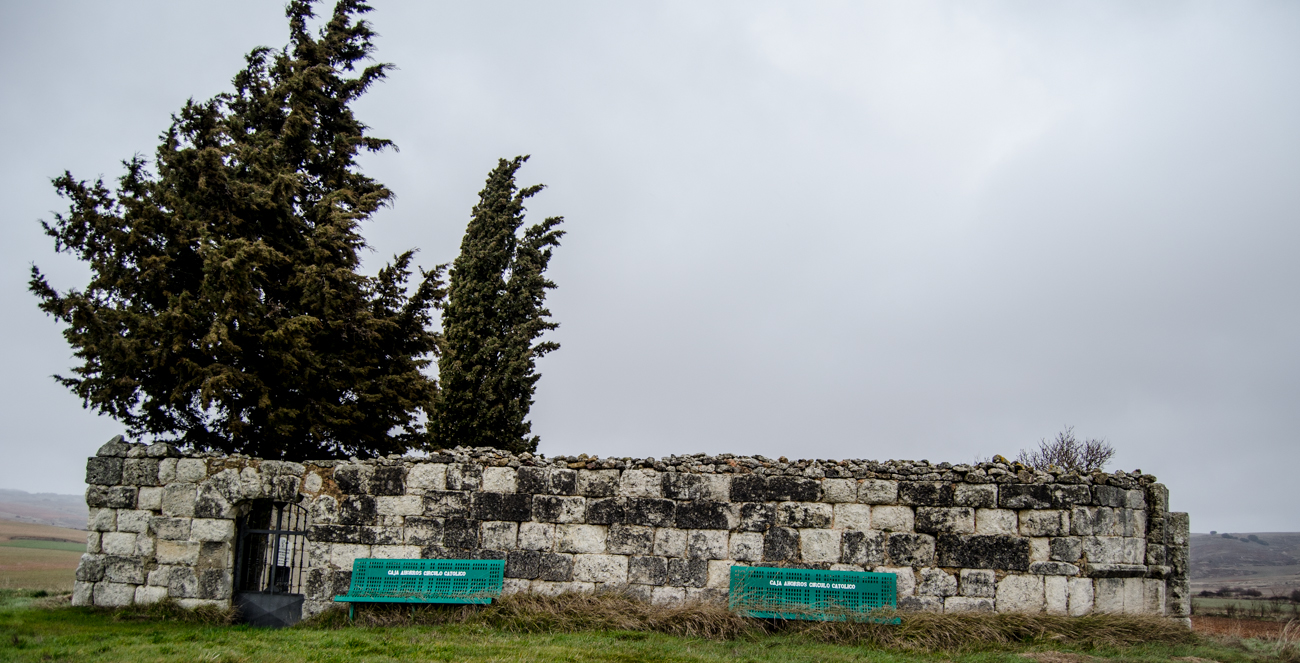
Sur.
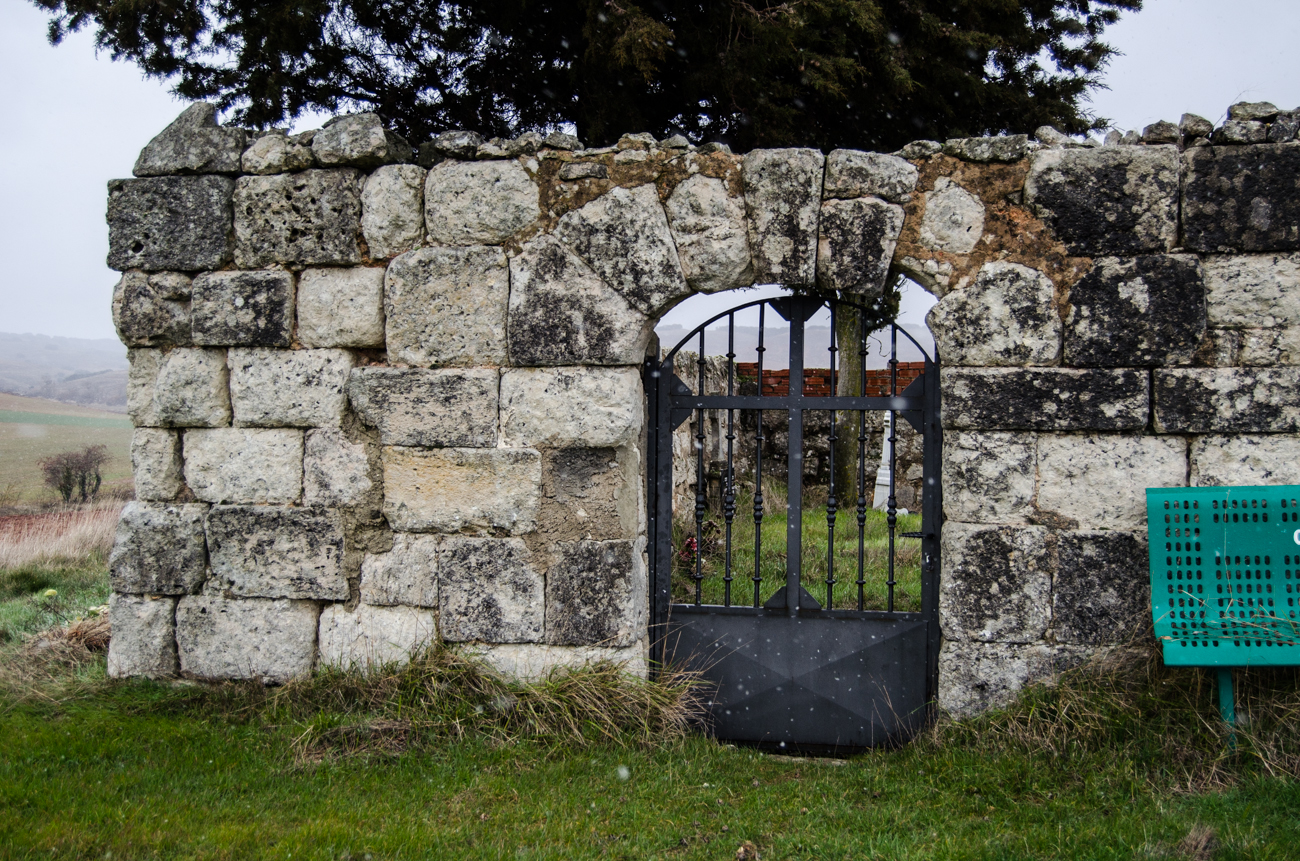
Detalle de la portada.
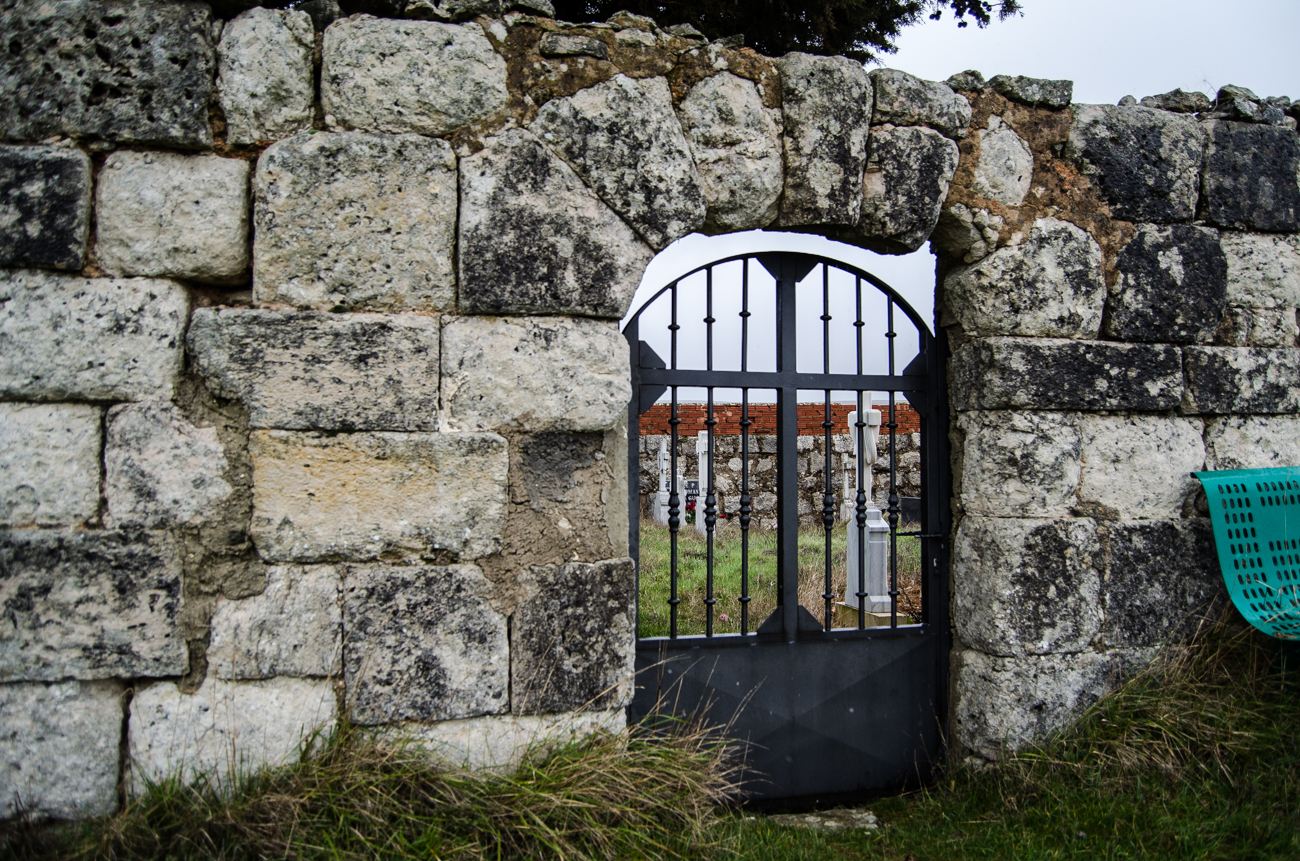
Detalle de la portada.
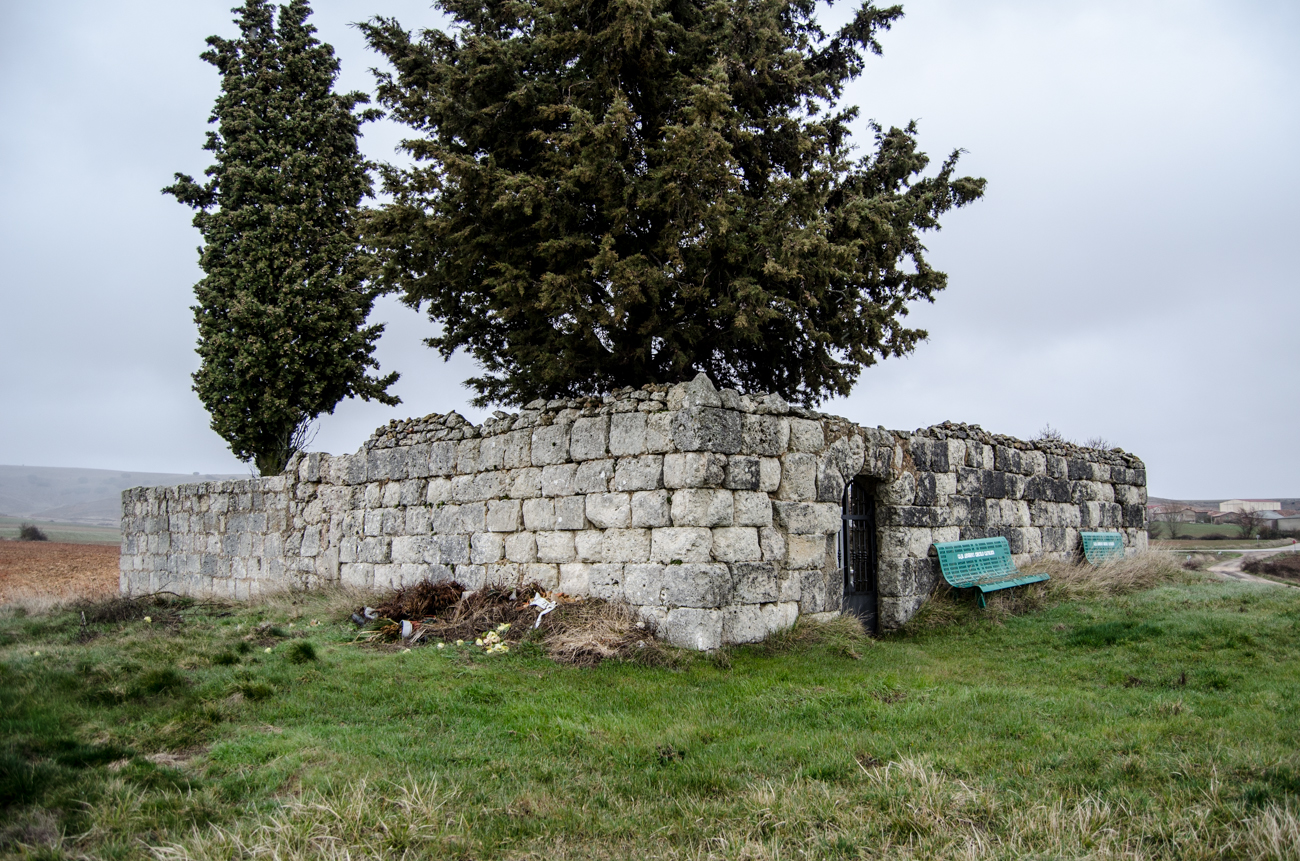
Sur y oeste
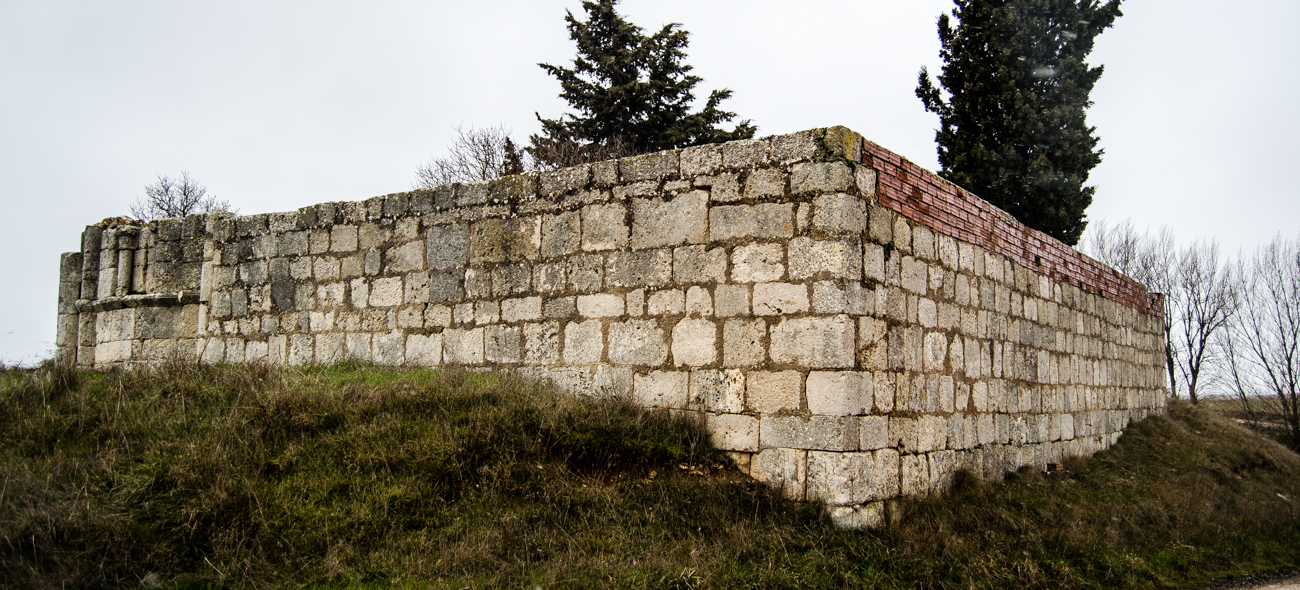
Norte y oeste.
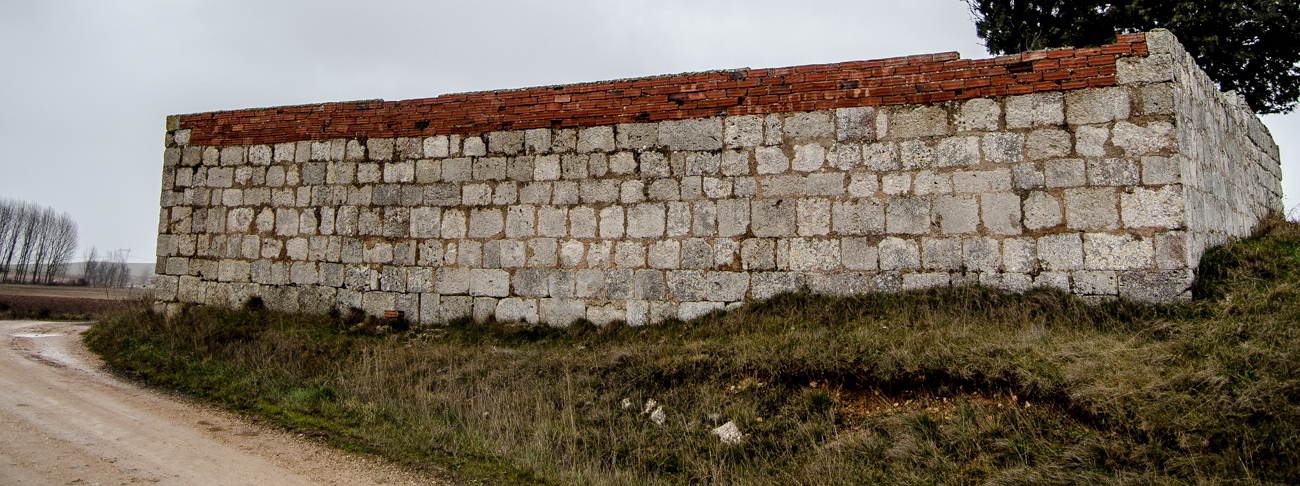
Norte.

## Turismo
- Caza menor (coto de caza BU-10.847).
- Senderos (Las Lastras) y rutas BTT (Los Llanos de Villadiego) señalizados.[10]
- Alojamiento rural en el núcleo urbano.

## Galería

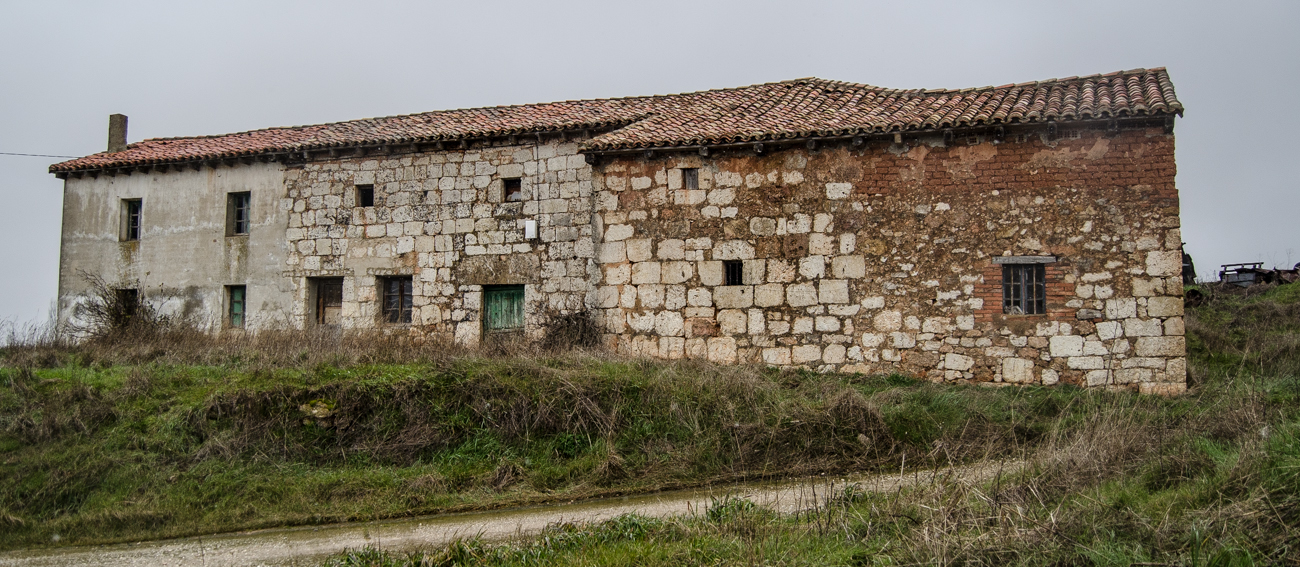
Casona.
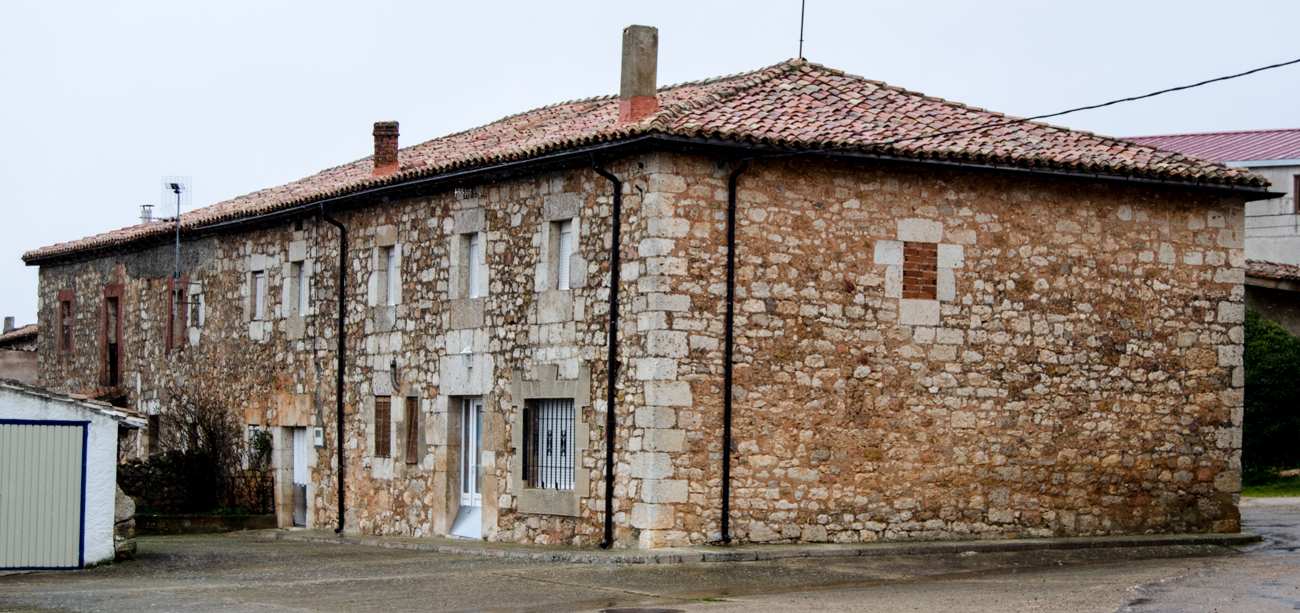
Casona.
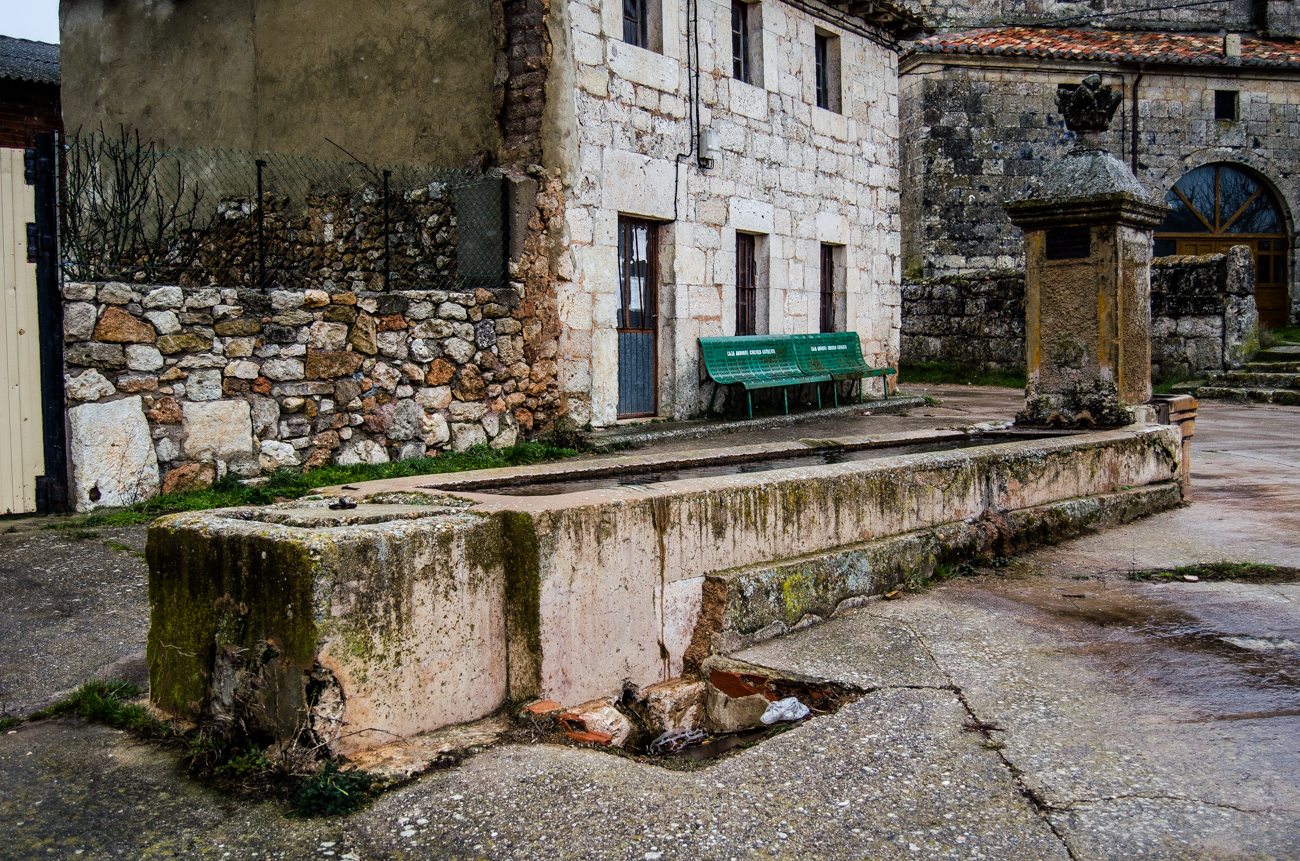
Fuente y abrevadero.
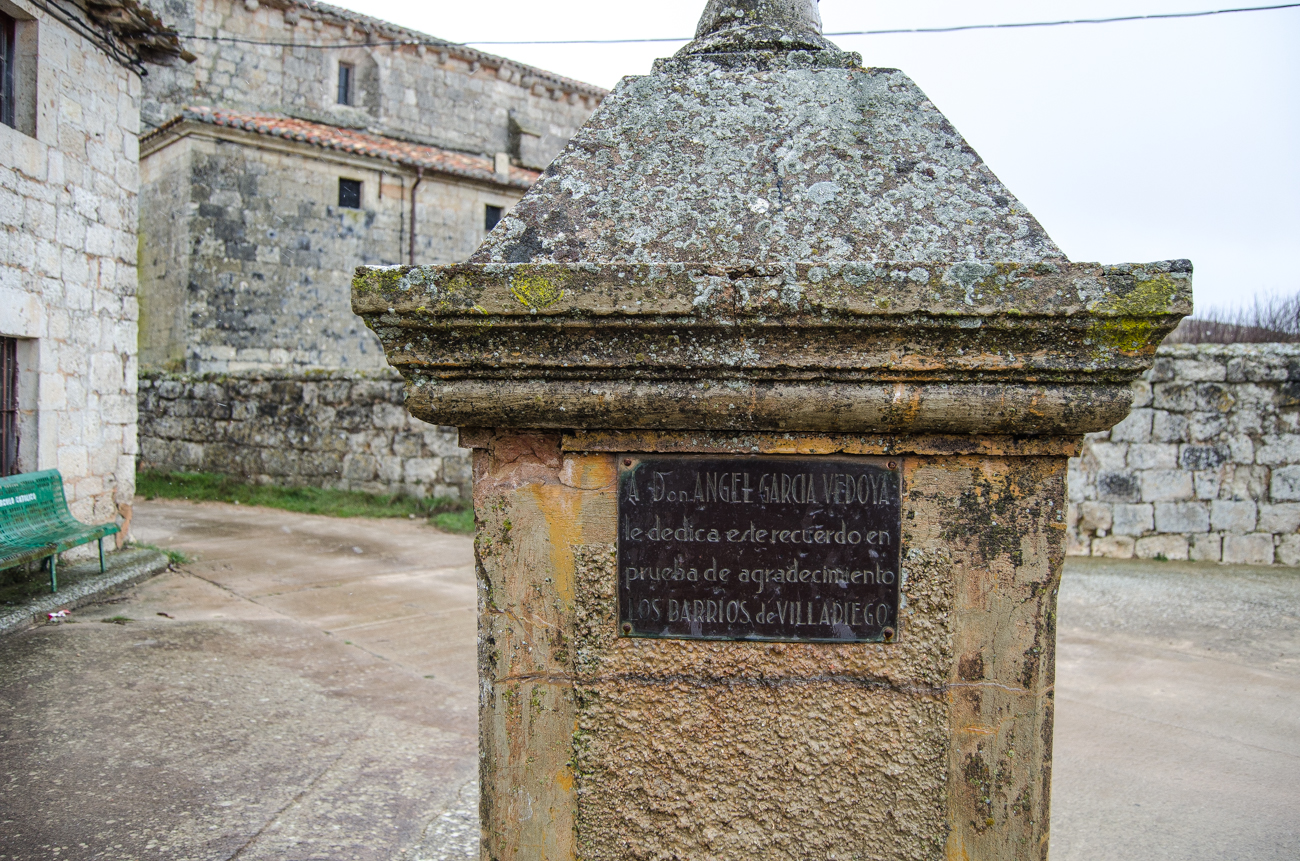
Placa en agradecimiento al ingeniero Ángel García Vedoya.
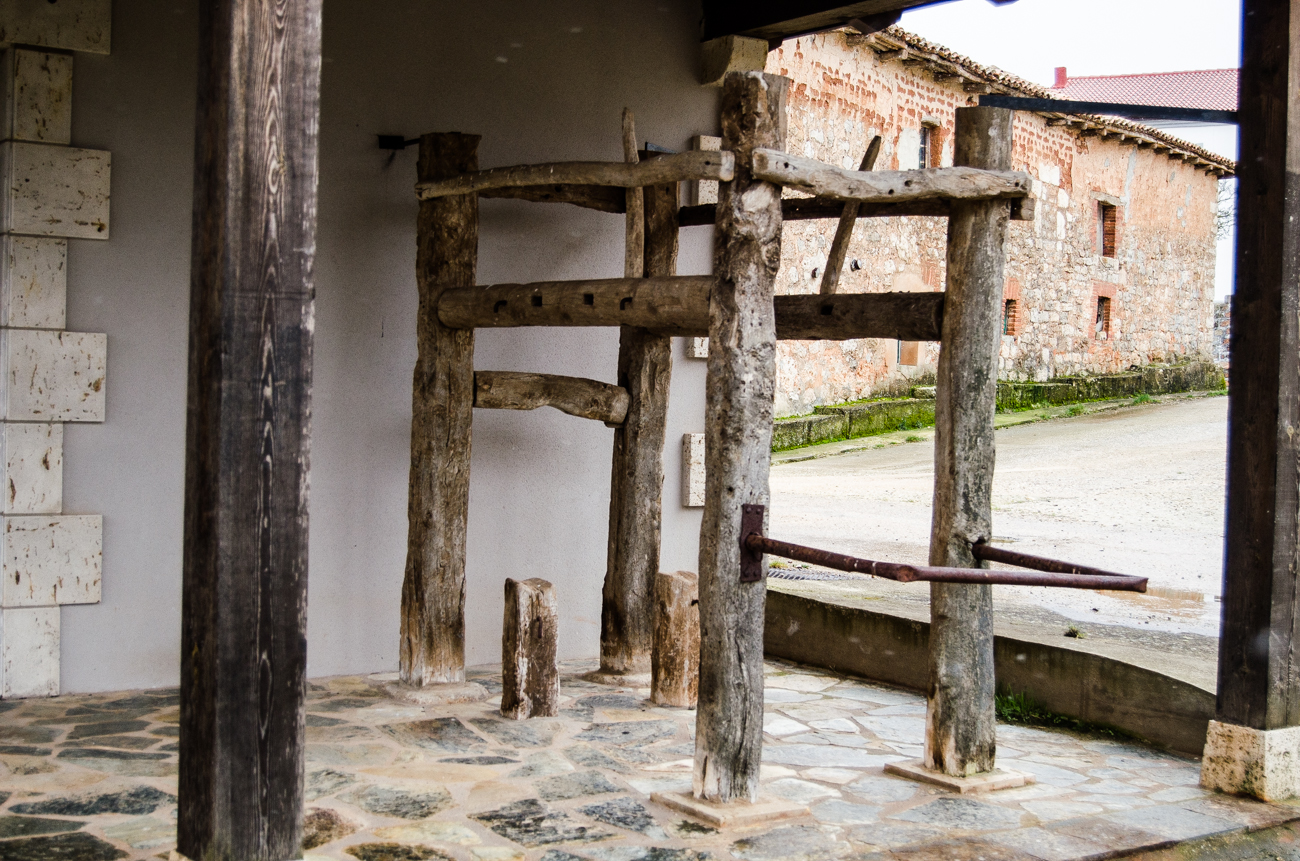
Potro tradicional